# モルテン・ティルドゥム
モルテン・ティルドゥム（Morten Tyldum, 1967年5月19日 - ）は、ノルウェー出身の映画監督。

## 私生活と学歴
ニューヨークで芸術を学ぶ。元々彼はミュージシャン志望であったが、映画学校に入るとその野望を捨てた。2011年時点では家族とビバリーヒルズに住んでいる。

## キャリア
テレビやミュージックビデオ、コマーシャル、短編映画を監督した後、2003年に『Buddy』フィーチャー映画を初めて手がける。彼は1999年に『Dagbladet』紙で「この年最高の映画人」と評されていた
2008年に『堕天使』、2011年には『ヘッドハンター』が公開される。『ヘッドハンター』はジョー・ネスボの同名小説の映画化であり、ノルウェーでは歴代最高の興行収入を記録した。
2014年にはベネディクト・カンバーバッチが数学者のアラン・チューリングを演じる歴史ドラマ映画『イミテーション・ゲーム/エニグマと天才数学者の秘密』で英語作品デビューを果たし、第87回アカデミー賞で作品賞・監督賞を含む8部門でノミネートされた（受賞は脚色賞の1部門のみ）。

## 主なフィルモグラフィ
| 年   | 日本語題 原題                                                        | 備考                                                               |
| ---- | -------------------------------------------------------------------- | ------------------------------------------------------------------ |
| 2003 | Buddy                                                                |                                                                    |
| 2004 | 堕天使 Varg Veum - Falne engler                                      |                                                                    |
| 2011 | ヘッドハンター Hodejegerne                                           |                                                                    |
| 2014 | イミテーション・ゲーム/エニグマと天才数学者の秘密 The Imitation Game |                                                                    |
| 2016 | パッセンジャー Passengers                                            |                                                                    |
| 2018 | ジャック・ライアン Tom Clancy's Jack Ryan                            | Amazonビデオドラマシリーズ1話監督、 エグゼクティブ・プロデューサー |
| 2020 | ジェイコブを守るため Defending Jacob                                 | テレビシリーズ、全8話監督                                          |
| 2023 | サイロ Silo                                                          | テレビシリーズ、製作総指揮、監督                                   |